# Kristóf Milák
Kristóf Milák (Budapeste, 20 de fevereiro de 2000) é um nadador húngaro. Kristóf competiu nos Jogos Olímpicos de Verão de 2020 e garantiu uma medalha de ouro para o país na modalidade 200 metros mariposa. Além disso, conquistou uma medalha de ouro e uma de prata no Campeonato Mundial de Esportes Aquáticos, e três medalhas de ouro no Campeonato Europeu de Esportes Aquáticos. Kristóf foi campeão, por três vezes, nos Jogos Olímpicos de Verão da Juventude de 2018.